# David Melgoza Montañez
David Melgoza Montañez es un político mexicano. Se desempeñó como Presidente Municipal del Municipio Tangancícuaro, Michoacán.

## Biografía
Formado como Médico Cirujano en la Escuela Médico Militar, cuenta con la especialidad en Cirugía General por parte de la Universidad del Ejército y Fuerza Aérea.

## Controversias

### Asesinato de 2 perros
Melgoza Montañez ha recibido severas críticas en redes sociales tras descubrirse que habría matado a Buba y Canela (dos perros de raza labrador retriever y  pastor belga respectivamente). Un día después, durante su segundo informe, fue recibido por la gente entre abucheos y gritos de repudio tales como ..."¡El pueblo no te quiere!, ¡Asesino!, ¡Que renuncie!, ¡Fuera el presidente!", llevando al partido político en que participa (Movimiento de Regeneración Nacional) a declarar la "conducta personal y política" de éste como "...condenable y... de rechazo por parte de la gente que busca erradicar la violencia" y al Gobernador de Michoacán, Alfredo Ramírez Bedolla a su deslinde pues "en Michoacán condenan el maltrato y la crueldad hacia los animales".
El Presidente Municipal habría caído en contradicción de declaraciones al afirmar lo habría hecho en legítima defensa puesto que vecinos de la zona habrían dicho que los perros de su vecino se encontraban corriendo en la calle Vicente Suárez, de dicho municipio, y que estos solo se habrían salido de su casa mientras su dueño sacaba una motocicleta.
En un video posteriormente mostrado en redes sociales, se habría visto a los canes escapando de tres hombres, quienes serían Melgoza y su equipo de seguridad lo que habría sido captado por cámaras de los vecinos mientras habían niños jugando en la calle y que estos no representaban algún riesgo pues eran amigables.
Dicha acción habría hecho que la Comisión Estatal de Derechos Humanos y la Fiscalía General del Estado de Michoacán iniciasen una investigación por el delito de crueldad animal con el agravante que, en los vídeos presentados, podía percibirse a Melgoza Montañez bajo los efectos del alcohol, lo que podría acarrear su destitución del cargo, así como la acción penal.